# Jonathan Kerner
Jonathan Kerner (Atlanta, 6 giugno 1974) è un ex cestista statunitense, professionista nella NBA, in Russia e in Giappone.